# 퀄리아 (소니)
퀄리아(Qualia)는 2003년 소니에서 발매한 상위 제품 브랜드명으로 "고객에게 폭넓은 감동을 선사한다."는 의미를 지니고 있다. 2006년 공식적으로 브랜드가 소멸되었다.

## 같이 보기
- 소니
- BRAVIA
- WEGA